# 'A sciurara/Se ne ghiuta
 'A sciurara/Se ne ghiuta è il 19° singolo di Mario Merola.

## Descrizione
Il disco contiene due cover.

## Tracce
Lato A
- 'A sciurara (V. De Crescenzo - V. Acampora)

Lato B
- Se ne ghiuta (V. De Crescenzo - V. Acampora)